# Lacervilla
Lacervilla es un concejo del municipio de Berantevilla, en la provincia de Álava. 

## Geografía
Este concejo alavés se encuentra a una altitud de 565 m s. n. m., escondida en una hondonada no visible desde los accesos cercanos, salvo su iglesia, que delata al pueblo. Al norte del pueblo, sólo a un centenar de metros, se encuentran las laderas del monte San Formerio (722 m), ya en el Condado de Treviño y coronado por la ermita homónima, dedicada al patrón del condado de Treviño.

## Historia
Hacia mediados del siglo XIX, el lugar, ya por entonces perteneciente a Berantevilla, tenía contabilizada una población de 64 habitantes. Aparece descrito en el décimo volumen del Diccionario geográfico-estadístico-histórico de España y sus posesiones de Ultramar de Pascual Madoz de la siguiente manera:

LACERVILLA: l. del ayunt. de Berantevilla en la prov. de Alava (á Vitoria 4 leg.), part. jud. de Añana (4), aud. terr. de Burgos (16), c. g. de las Provincias Vascongadas, dióc. de Calahorra (18): sit. en llano y á las márg. del r. Zadorra, clima frio, combatido por el viento N.: tiene 18 casas, escuela para ambos sexos, concurrida por 18 alumnos y datada con 12 fan. de trigo; igl. parr. (San Clemente) y servida por 2 beneficiados, y una fuente en el térm. Confina N. Armiñon; E. Muergas; S. Escanzana, y O. r. Zadorra y otra vez Armiñon. El terreno es de buena calidad; le baña ademas el espresado r. el Ayuda ó Aya que desciende del condado de Treviño. Los caminos son locales y no muy buenos. El correo se recibe de Miranda de Ebro, por balijero. prod.: trigo y demas cereales y una corta cantidad de vino bastante malo; cria ganado lanar y hay caza de perdices. pobl.: 12 vec., 64 almas. riqueza y contr.: con su ayunt. (V.)
(Madoz, 1847, p. 14)

Décadas después, ya en el siglo XX, se describe de la siguiente manera en el tomo de la Geografía general del País Vasco-Navarro dedicado a Álava y escrito por Vicente Vera y López:

Lacervilla.—Lugar de 19 viviendas, con una población de 49 habitantes de hecho y 52 de derecho, distante de la cabecera del municipio 5,045 metros. Celebra fiesta el 23 de Noviembre. Su parroquia es de categoría rural de segunda clase, dedicada á San Clemente, y pertenece al arciprestazgo de La Bastida; antes estuvo servida por dos beneficiados. Tiene población escolar compuesta de 12 niños y niñas.
(Vera y López, 1915-1921, p. 644)

## Accesos
El acceso por carretera coincide con la confluencia de las carreteras A-1 y N-124, desde la cual una salida se convierte en la A-4105 para llevar al pueblo. Esta carretera concluye en la A-3122, cerca de Berantevilla, constituyendo el otro único punto de entrada.

## Demografía
| Gráfica de evolución demográfica de Lacervilla entre 2000 y 2021 |
|                                                                  |
| Población de derecho según los censos de población del INE.      |

## Cultura

### Patrimonio material
- Ermita de San Formerio.[7][8]
- Iglesia de San Clemente.[9][10]
- Centro social. Aprovecha la construcción y solar de una antigua casa señorial que mantuvo sus muros perimetrales, siendo vaciado su interior para dar cabida a la Sala de Concejo, al salón o club social y al juego de bolos.[11]
- Ruinas de un palacio de los Montoya.
- Fuente-abrevadero-lavadero en desuso, ubicado en el sector más bajo del concejo.[12]
- Chozo/a-guardaviña desaparecido.[13]

### Patrimonio inmaterial
Fiestas en honor a San Clemente, que se celebran a comienzos del mes de julio.